# Grzegorz Schetyna
Grzegorz Juliusz Schetyna (pronuncia [ˈɡʐɛɡɔʂ sxɛˈtɨna]; Opole, 18 febbraio 1963) è un politico polacco, attuale Maresciallo del Sejm (Presidente della camera bassa del Parlamento). È stato Presidente ad interim della Polonia nel 2010.
È stato eletto al Sejm in occasione delle elezioni parlamentari del 2005, ottenendo 14.978 voti in un distretto di Legnica, come candidato del partito Piattaforma Civica. Dopo le elezioni parlamentari del 2007 è divenuto Vice Primo Ministro e Ministro degli affari interni e dell'amministrazione, con Primo Ministro Donald Tusk.
Schetyna è stato deputato al Sejm anche dal 1997 al 2001 e dal 2001 al 2005. Dopo le dimissioni, è divenuto presidente del caucus di Piattaforma Civica (PO).
A seguito della vittoria di Bronisław Komorowski alle elezioni presidenziali del 2010, è stato eletto come suo successore alla carica di Maresciallo del Sejm. In quanto tale, l'8 luglio 2010 ha assunto la carica di Presidente ad interim della Polonia; Schetyna ha ricoperto le funzioni di capo di Stato provvisorio fino al momento del giuramento di Komorowski, nel mese di agosto 2010.